# 小蓋格山
47°03′55″N 12°18′26″E / 47.065292°N 12.307207°E
小蓋格山（德語：Kleiner Geiger），是奧地利的山峰，位於該國西部，由蒂羅爾州負責管轄，屬於維內迪傑山脈的一部分，處於大韋內迪格山麓普雷格拉滕以北，海拔高度2,816米，人類在1913年7月28日首次登頂。